# 猪名津彦神社
猪名津彦神社（いなつひこじんじゃ）は、大阪府池田市宇保町にある神社。
祭神は阿知使主、都加使主。

## 古墳
社殿は円墳の上に鎮座し、阿知使主、都加使主の墓所であった。
一度盗掘に遭うが遺骨が残存し、池田市にある伊居太神社の神主がそれを持ち帰り同社内に埋葬した。
昭和33年にふたたび現猪名津彦神社（宇保町）に遷座された。